# Idaea valesiaria
Idaea valesiaria är en fjärilsart som beskrevs av Rudolf Püngeler 1888. Idaea valesiaria ingår i släktet Idaea och familjen mätare. Inga underarter finns listade i Catalogue of Life.